# 马季春
马季春（？—），中华人民共和国政治人物，曾任吉林省人大常委会副主任，中国国际贸易促进委员会吉林省分会会长，第九届全国人大代表。